# Trearddur
Trearddur är en community i Storbritannien. Den ligger på ön Holy Island i kommunen Isle of Anglesey och riksdelen Wales, i den sydvästra delen av landet, 400 km nordväst om huvudstaden London. 